# Indy Lights 2000
De 2000 CART Dayton Indy Lights Kampioenschap was het vijftiende kampioenschap van de Indy Lights.

## Teams en Rijders
Alle teams reden met een Lola T97/20-chassis en met een 3.5 L Buick V6-motor.
| Team                      | Nr | Rijder              | Sponsor(s)                  | Opmerkingen                                                     |
| ------------------------- | -- | ------------------- | --------------------------- | --------------------------------------------------------------- |
| Dorricott Racing          | 1  | Townsend Bell       | DirecPC                     |                                                                 |
| Dorricott Racing          | 2  | Casey Mears         | Sooner Trailer              |                                                                 |
| Dorricott Racing          | 3  | Jason Bright        |                             | Reed alleen niet in Cicero                                      |
| Dorricott Racing          | 3  | Derek Higgins       | Reed alleen in Cicero       |                                                                 |
| Lucas Motorsports         | 4  | Geoff Boss          | Cross Pens / Lacoste / ITIS | Reed de eerste acht races                                       |
| Lucas Motorsports         | 4  | Andy Boss           | Cross Pens / Lacoste / ITIS | Reed de laatste vier races                                      |
| Lucas Motorsports         | 5  | Andy Boss           | Cross Pens / Lacoste / ITIS | Reed de eerste acht races                                       |
| Lucas Motorsports         | 5  | Geoff Boss          | Cross Pens / Lacoste / ITIS | Reed de laatste vier races                                      |
| Genoa Racing              | 6  | Cory Witherill      | WSA Healthcare              | Reed in Michigan, Cicero, Madison en Californië                 |
| Genoa Racing              | 36 | Waldemar Coronas    | Carusi / Astro / WebShipper | Reed alleen in Laguna Seca                                      |
| Genoa Racing              | 61 | Cory Witherill      | WSA Healthcare              | Reed de eerste vier races                                       |
| Team Mexico Quaker Herdez | 7  | Mario Domínguez     | Pegaso / Quaker State       |                                                                 |
| Team Mexico Quaker Herdez | 78 | Luis Diaz           | Quaker State                |                                                                 |
| Brian Stewart Racing      | 8  | Soheil Ayari        |                             | Reed alleen in Long Beach                                       |
| Brian Stewart Racing      | 9  | Todd Snyder         | Outpost.com                 | Reed de eerste zes races                                        |
| Brian Stewart Racing      | 10 | Rodolfo Lavin       | Corona / Modelo / Sports YA |                                                                 |
| Conquest Racing           | 11 | Chris Menninga      | Mi-Jack                     |                                                                 |
| Conquest Racing           | 21 | Felipe Giaffone     | Hollywood                   |                                                                 |
| Conquest Racing           | 64 | Rolando Quintanilla | Telmex / Prodigy Internet   | Reed alleen niet in Milwaukee                                   |
| Mexpro Racing             | 15 | Rudy Junco          | PrecioBase.com              |                                                                 |
| Mexpro Racing             | 16 | Derek Higgins       | PrecioBase.com              | Reed in Mid-Ohio, Vancouver, Laguna Seca, Houstan en Californië |
| PacWest Lights            | 17 | Scott Dixon         | Invensys / Powerware        |                                                                 |
| PacWest Lights            | 18 | Tony Renna          | Motorola                    |                                                                 |
| Team KOOL Green           | 26 | Jeff Simmons        | Kool                        |                                                                 |
| Team KOOL Green           | 27 | Jonny Kane          | Kool                        |                                                                 |

## Races
| Race | Datum        | Circuit                         | Locatie        |
| ---- | ------------ | ------------------------------- | -------------- |
| 1    | 16 april     | Long Beach street circuit       | Long Beach, CA |
| 2    | 5 juni       | Milwaukee Mile                  | West Allis, WI |
| 3    | 18 juni      | Belle Isle Raceway              | Detroit, MI    |
| 4    | 25 juni      | Portland International Raceway  | Portland, OR   |
| 5    | 22 juli      | Michigan International Speedway | Brooklyn, MI   |
| 6    | 30 juli      | Chicago Motor Speedway          | Cicero, IL     |
| 7    | 13 augustus  | Mid-Ohio Sports Car Course      | Lexington, OH  |
| 8    | 3 september  | Molson Indy Vancouver           | Vancouver, BC  |
| 9    | 10 september | Laguna Seca Raceway             | Monterey, CA   |
| 10   | 17 september | Gateway International Raceway   | Madison, IL    |
| 11   | 1 oktober    | Grand Prix of Houston           | Houston, TX    |
| 12   | 29 oktober   | California Speedway             | Fontana, CA    |

## Race resultaten
| Race | Race naam  | Pole positie    | Snelste ronde  | Meeste ronden aan de leiding | Winnende rijder | Winnende team    |
| ---- | ---------- | --------------- | -------------- | ---------------------------- | --------------- | ---------------- |
| 1    | Long Beach | Jonny Kane      | Jonny Kane     | Jonny Kane                   | Scott Dixon     | PacWest Lights   |
| 2    | Milwaukee  | Scott Dixon     | Scott Dixon    | Scott Dixon                  | Scott Dixon     | PacWest Lights   |
| 3    | Belle Isle | Jonny Kane      | Jonny Kane     | Jonny Kane                   | Jonny Kane      | Team KOOL Green  |
| 4    | Portland   | Townsend Bell   | Scott Dixon    | Jason Bright                 | Jason Bright    | Dorricott Racing |
| 5    | Michigan   | Felipe Giaffone | Jason Bright   | Felipe Giaffone              | Felipe Giaffone | Conquest Racing  |
| 6    | Cicero     | Chris Menninga  | Scott Dixon    | Scott Dixon                  | Scott Dixon     | PacWest Lights   |
| 7    | Ohio       | Jason Bright    | Casey Mears    | Townsend Bell                | Townsend Bell   | Dorricott Racing |
| 8    | Vancouver  | Felipe Giaffone | Scott Dixon    | Felipe Giaffone              | Scott Dixon     | PacWest Lights   |
| 9    | Monterey   | Casey Mears     | Scott Dixon    | Scott Dixon                  | Scott Dixon     | PacWest Lights   |
| 10   | Madison    | Townsend Bell   | Townsend Bell  | Townsend Bell                | Townsend Bell   | Dorricott Racing |
| 11   | Houston    | Casey Mears     | Casey Mears    | Casey Mears                  | Casey Mears     | Dorricott Racing |
| 12   | Californië | Felipe Giaffone | Cory Witherill | Scott Dixon                  | Scott Dixon     | PacWest Lights   |

## Uitslagen
| Pos | Rijder              | LBH | MIL | DET | POR | MIS | CHI | MDO | VAN | LS | STL | HOU | FON | Punten |
| --- | ------------------- | --- | --- | --- | --- | --- | --- | --- | --- | -- | --- | --- | --- | ------ |
| 1   | Scott Dixon         | 1   | 1*  | 4   | 11  | 14  | 1*  | 2   | 1   | 1* | 15  | 15  | 1*  | 155    |
| 2   | Townsend Bell       | 17  | 6   | 7   | 2   | 4   | 2   | 1*  | 4   | 18 | 1*  | 2   | 2   | 146    |
| 3   | Casey Mears         | 5   | 5   | 3   | 7   | 2   | 10  | 5   | 8   | 2  | 2   | 1*  | 4   | 141    |
| 4   | Felipe Giaffone     | 3   | 12  | 2   | 14  | 1*  | 4   | 13  | 2*  | 6  | 7   | 3   | 7   | 118    |
| 5   | Tony Renna          | 9   | 17  | 17  | 4   | 3   | 3   | 4   | 6   | 4  | 4   | 10  | 3   | 105    |
| 6   | Jason Bright        | 2   | 2   | 18  | 1*  | 9   |     | 3   | 14  | 8  | 3   | 16  | 14  | 91     |
| 7   | Jeff Simmons        | 4   | 7   | 9   | 3   | 15  | 7   | 6   | 3   | 3  | 14  | 11  | 6   | 88     |
| 8   | Mario Domínguez     | 10  | 3   | 5   | 6   | 7   | 11  | 11  | 5   | 10 | 6   | 12  | 16  | 67     |
| 9   | Chris Menninga      | 11  | 4   | 6   | 5   | 18  | 9   | 14  | 17  | 13 | 5   | 5   | 9   | 61     |
| 10  | Jonny Kane          | 6*  | 16  | 1*  | 17  | 17  | DNS | 10  | 15  | 5  | 9   | 13  | 10  | 52     |
| 11  | Rodolfo Lavin       | 7   | 8   | 13  | 12  | 16  | 5   | 17  | 10  | 16 | 8   | 6   | 5   | 48     |
| 12  | Geoff Boss          | 8   | 11  | 11  | 9   | 6   | 12  | 8   | 11  | 12 | 12  | 4   | DNS | 43     |
| 13  | Luis Diaz           | 12  | 10  | 14  | 8   | 12  | 6   | 16  | 12  | 7  |     | 7   | 15  | 31     |
| 14  | Rudy Junco          | 18  | 9   | 12  | 10  | 13  | 8   | 15  | 9   | 11 | 11  | 17  | 8   | 26     |
| 15  | Andy Boss           | 13  | 14  | 10  | 13  | 10  | 15  | 9   | 16  | 9  | 13  | 9   | 12  | 19     |
| 16  | Rolando Quintanilla | 14  |     | 16  | 16  | 8   | 17  | 12  | 13  | 17 | 10  | 8   | 11  | 16     |
| 17  | Todd Snyder         | 15  | 15  | 8   | 18  | 5   | 16  |     |     |    |     |     |     | 15     |
| 18  | Derek Higgins       |     |     |     |     |     | 13  | 7   | 7   | 14 |     | 14  | 17  | 12     |
| 19  | Cory Witherill      | 19  | 13  | 15  | 15  | 11  | 14  |     |     |    | DNS |     | 13  | 2      |
| 20  | Soheil Ayari        | 16  |     |     |     |     |     |     |     |    |     |     |     | 0      |
| 20  | Waldemar Coronas    |     |     |     |     |     |     |     |     | 15 |     |     |     | 0      |
| Pos | Rijder              | LBH | MIL | DET | POR | MIS | CHI | MDO | VAN | LS | STL | HOU | FON | Punten |

| Kleur       | Resultaat                       |
| ----------- | ------------------------------- |
| Goud        | Winnaar                         |
| Zilver      | 2de plaats                      |
| Brons       | 3de plaats                      |
| Groen       | 4de en 5de plaats               |
| Lichtblauw  | 6de–10de plaats                 |
| Donkerblauw | Gefinisht (buiten de Top 10)    |
| Paars       | Niet gefinisht                  |
| Rood        | Niet gekwalificeerd (DNQ)       |
| Bruin       | Teruggetrokken (Wth)            |
| Zwart       | Gediskwalificeerd (DSQ)         |
| Wit         | Niet Gestart (DNS)              |
| Blank       | Nam geen deel aan de race (DNP) |
| Blank       | Niet geracet                    |

| Toegevoegde info    |                                                      |
| vet                 | Pole positie (1 punt)                                |
| cursief             | Snelste ronde                                        |
| *                   | Meeste ronden aan de leiding (2 punten)              |
| 1                   | Kwalificatie geannuleerd geen bonuspunten uitgedeeld |
| Rookie van het Jaar |                                                      |
| Rookie              |                                                      |

| Kleur       | Resultaat                       |
| ----------- | ------------------------------- |
| Goud        | Winnaar                         |
| Zilver      | 2de plaats                      |
| Brons       | 3de plaats                      |
| Groen       | 4de en 5de plaats               |
| Lichtblauw  | 6de–10de plaats                 |
| Donkerblauw | Gefinisht (buiten de Top 10)    |
| Paars       | Niet gefinisht                  |
| Rood        | Niet gekwalificeerd (DNQ)       |
| Bruin       | Teruggetrokken (Wth)            |
| Zwart       | Gediskwalificeerd (DSQ)         |
| Wit         | Niet Gestart (DNS)              |
| Blank       | Nam geen deel aan de race (DNP) |
| Blank       | Niet geracet                    |

| Toegevoegde info    |                                                      |
| vet                 | Pole positie (1 punt)                                |
| cursief             | Snelste ronde                                        |
| *                   | Meeste ronden aan de leiding (2 punten)              |
| 1                   | Kwalificatie geannuleerd geen bonuspunten uitgedeeld |
| Rookie van het Jaar |                                                      |
| Rookie              |                                                      |

| Positie | 1  | 2  | 3  | 4  | 5  | 6 | 7 | 8 | 9 | 10 | 11 | 12 |
| ------- | -- | -- | -- | -- | -- | - | - | - | - | -- | -- | -- |
| Punten  | 20 | 16 | 14 | 12 | 10 | 8 | 6 | 5 | 4 | 3  | 2  | 1  |

1986 ·
1987 ·
1988 ·
1989 ·
1990 ·
1991 ·
1992 ·
1993 ·
1994 ·
1995 ·
1996 ·
1997 · 
1998 ·
1999 ·
2000 ·
2001 ·
2002 ·
2003 ·
2004 ·
2005 ·
2006 ·
2007 ·
2008 ·
2009 ·
2010 ·
2011 ·
2012 ·
2013 ·
2014 ·
2015 ·
2016 ·
2017 ·
2018 ·
2019 ·
2020 ·
2021 ·
2022 ·
2023 ·
2024 ·
2025

Lijst van coureurs